# ثنائي نيوكليوتيد الفلافين والأدينين
في الكيمياء الحيوية يعد ثنائي نكلوتيد أدينين الفلافين أو فلافين أدينين ثنائي النيوكليوتيد أو ثنائي نيوكليوتيد الفلافين والأدينين (بالإنجليزية: flavin adenine dinucleotide أو FAD اختصارا) وهو عامل مرافق تأكسدي-اختزالي منخرط ومشارك في تفاعلات مهمة في عملية الأيض. يتواجد ثنائي نيوكليوتيد الفلافين والأدينين في صورتين تأكسديتين-اختزاليتين FAD و FADH تتبادلان فيما بينهما عن طريق فقد أو كسب إلكترونات.

## دوره في الجسم
اختصاره FADH وهو ينشأ خلال الأيض فيما يسمى دورة حمض الستريك في جميع خلايا الجسم ، ومهمته هي تخزين طاقة في الجسم ، ويخزن تلك الطاقة في الخلايا. كما أن له رفيقا في عملية الأيض، ذلك هو NADH  (ناد) وهو أيضا يخزن الطاقة في خلايا الجسم . عندما يقوم الشخص بمجهود حركي يتأكسد كل من FADH و NADH بالأكسجين الآتي من التنفس في عملية تسمى سلسلة تنفس ، فينتجا طاقة وكذلك ينتجا ادينوسين ثلاثي الفوسفات  ATP  الذي يختزن الطاقة ويكون بمثابة «بطارية للخلية» ؛ يمدها بالطاقة وقت احتياجها. (أنظر اتاحة الطاقة)

## صور إضافية

الرايبوفلافين
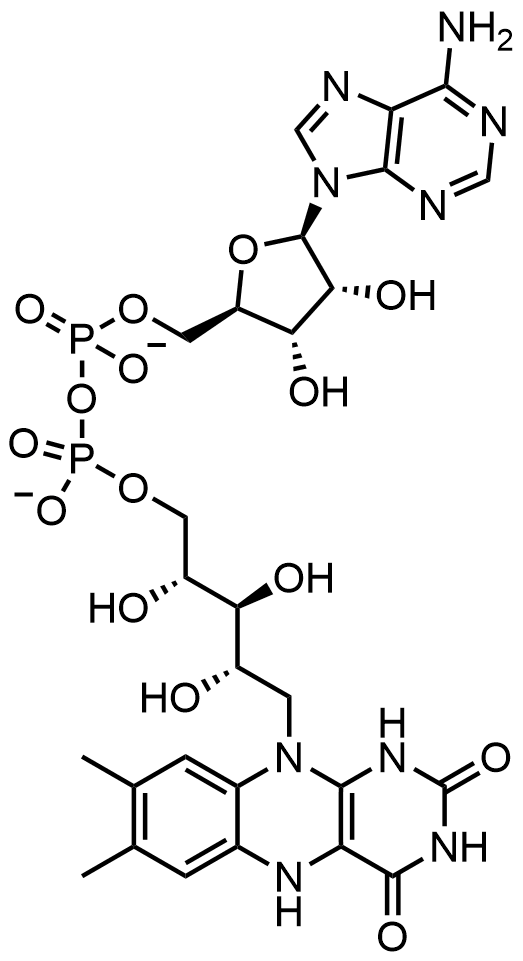
FADH2

## روابط خارجية
- FAD bound to proteins in the PDB
- FAD entry in the NIH Chemical Database

## اقرأ أيضا
- ناد
- اتاحة الطاقة